# Úmluva o ochraně evropských planě rostoucích rostlin, volně žijících živočichů a přírodních stanovišť
Úmluva o ochraně evropských planě rostoucích rostlin, volně žijících živočichů a přírodních stanovišť (anglicky Convention on the Conservation of European Wildlife and Natural Habitats), známá též jako Bernská úmluva, je jednou z nejvýznamnějších mezinárodních úmluv týkajících se ochrany přírody. Uzavřena byla 19. září 1979 v Bernu ve Švýcarsku a v platnost vstoupila 1. června 1982. Česká republika k ní přistoupila 8. října 1997 a v platnost zde vstoupila 1. června 1998.
Úmluvu již podepsalo 47 členských států Rady Evropy (včetně mimoevropských států Ázerbájdžán a Gruzie), pět nečlenských států (Bělorusko, Burkina Faso, Maroko, Senegal a Tunisko) a Evropské společenství.